# 미셸 크레버
미셸 크레버(Michelle Creber, 1999년 9월 7일 ~ )는 캐나다의 배우, 성우, 가수이다. 마이 리틀 포니: 우정은 마법의 등장인물 중 하나인 애플블룸의 성우, 스위티 벨의 노래 성우로서 유명하다. 재즈 피아니스트인 미카엘 크레버와 보컬리스트인 모니크 크레버 사이에서 태어나, 1살 때 부모님과 함께 무대에 섰다.
2012년 8월 28일에 〈타임레스: 송 오브 어 센츄리〉라는 제목의 솔로 CD를 냈다. 이어서 2012년 12월 1일에는 가족과 유명 브로니 뮤지션이 참여한 〈어 크레버 크리스마스〉를 출시했다. 브로니 컨벤션에 자주 참석하며, 브로니 미디어 네트워크 중 하나인 "에버프리 네트워크"에서 〈세러데이 나이트 송〉이라는 라디오 프로그램을 진행한다.

## 경력

### 애니메이션
- 아기 공룡 버디―테리, 미셸 (2010년)
- 마이 리틀 포니: 우정은 마법―애플블룸, 스위티 벨 (시즌1~3 노래 성우) (2010년~현재)
- 말하는 강아지 마사―앨리스 (2012년~현재)
- 마이 리틀 포니: 이퀘스트리아 걸즈―애플블룸 (2013년)
- 마이 리틀 포니: 이퀘스트리아 걸즈 - 레인보우 락―애플블룸 (2014년)

### 실사 촬영
- 수퍼내추럴―힐러리 (2010년)
- 유레카 (2010년)

### 뮤지컬
- 크리스마스 캐럴 (소설)―힐러리 (2008년)
- 애니―애니 (2009년)
- 그리스―케니키 (2009년)
- 아가씨와 건달들―나이슬리-나이슬리 존슨 (2010년)
- 사운드 오브 뮤직―브리지타 본 트랩 (2010년)

## 같이 보기
- 브로니
- 브로니콘